# Plectreurys angela
Plectreurys angela is een spinnensoort uit de familie Plectreuridae. De soort komt voor in Mexico.